# Édom
Sauf précision contraire, les dates de cet article sont sous-entendues « avant l'ère commune », c'est-à-dire « avant Jésus-Christ ».
VIIIe siècle av. J.-C. – 533 av. J.-C.
Édom est un royaume du Proche-Orient ancien situé au sud de la mer Morte, au sud de la Transjordanie et de la Judée, de part et d’autre de la vallée de l'Arabah. Le terme Édom désigne à la fois un peuple, les Édomites, et une région. Comme les royaumes israélites et moabite voisins, le royaume d'Édom apparaît à l'âge du fer. Il perdure pendant trois siècles, du VIIIe au VIe siècle av. J.-C. environ, durant lesquels il se confronte à ses voisins : Juda au nord-ouest et Moab au nord-est.
Les Édomites connaissent leur plus grande prospérité à l'époque assyrienne et babylonienne. Sous la pression des tribus nomades du désert, leur position se fragilise en Transjordanie. Alors que le royaume de Juda s'affaiblit, ils s'installent graduellement au sud de la Judée. L'installation continue de populations arabiques finit par les rendre minoritaires dans leur territoire originel. À partir de la période perse achéménide, le terme apparenté « Idumée » est utilisé pour désigner une région du nord du Néguev et s'étendant dans la Shéphélah, peuplée d'Édomites ou Iduméens.
Comme pour les Israélites, l'origine des Édomites est sémitique, mais obscure. Contrairement aux Israélites, les Édomites n'ont pas laissé de littérature semblable à la Tanakh (Bible hébraïque). Les sources contemporaines assyriennes et égyptiennes donnent peu d'informations sur Édom. La Bible quant à elle rapporte des traditions biaisées et plutôt hostiles. 
Selon la Bible, l'ancêtre fondateur des Édomites est Ésaü, frère de Jacob, tous deux petits-fils d'Abraham. Cependant, dans la tradition rabbinique ou talmudique, Édom est présenté allégoriquement comme l'ennemi héréditaire du peuple juif et toujours identifié avec l'Empire romain et avec la Chrétienté.

## Cadre

### Édom et Séïr

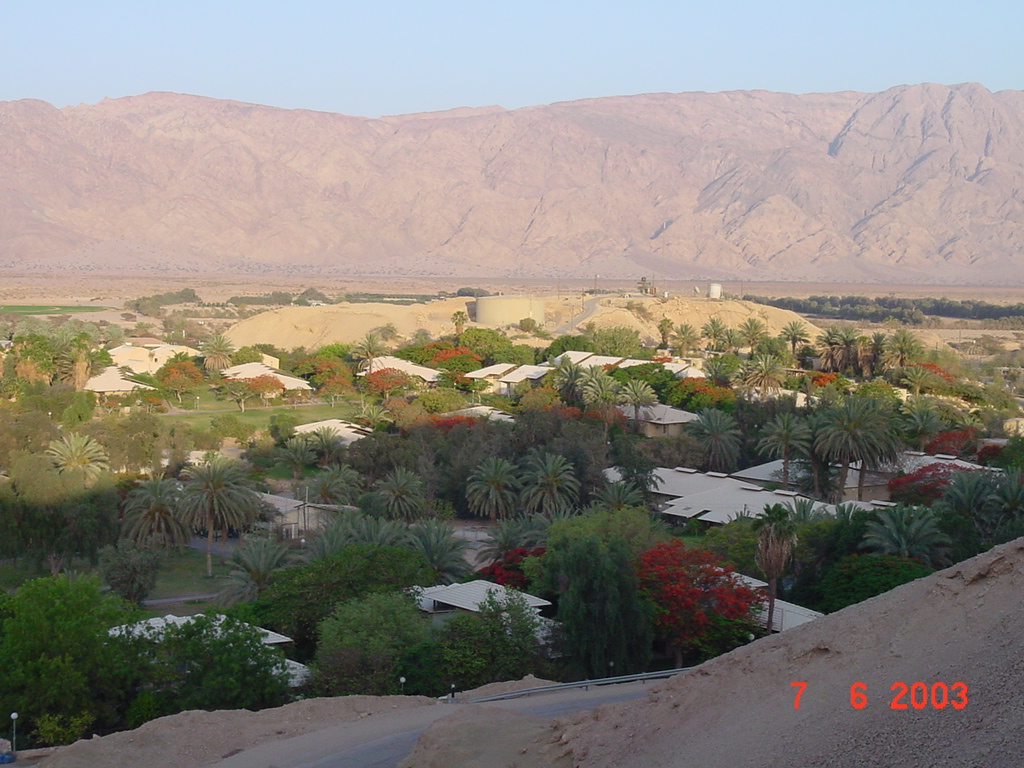
Les monts d'Édom depuis la Aravah

L’étymologie d'« Édom »  dérive de la racine אדם (Adom) (rouge, terre, surface plate) en référence au calcaire rougeâtre de la région de l'est de l'Arabah,.
Le terme est utilisé pour désigner à la fois une entité politique, un peuple, les Édomites, et une zone géographique, une région de part et d'autre de la Aravah. Bien que ces deux significations ne coïncident pas nécessairement, il est difficile de les séparer.
La région de « Séïr » est étroitement associée à Édom. Séïr désigne à l'origine une région du Néguev, peut-être dans le secteur de la Arabah. Dans la Bible, « Séïr » finit par devenir un synonyme de « Édom ».

### Cadre géographique
| \| Buṣeirah Feinan Khirbet en-Naḥas Sela Umm el-Biyara Ba'ja Jabaj al-Qseir Es-Sadeh Timna Khirbet Kheleifeh Ein Ḥaẓeva Tel Malḥata Qitmit Horvat Uza Qadesh Barnéa Aroer Tel Ira Gamma Haror Sera Gaza Hébron Arad Adouraïm Marésha Lakish Beer-Sheva Idumée Édom \| Territoire d'Édom |
| Buṣeirah Feinan Khirbet en-Naḥas Sela Umm el-Biyara Ba'ja Jabaj al-Qseir Es-Sadeh Timna Khirbet Kheleifeh Ein Ḥaẓeva Tel Malḥata Qitmit Horvat Uza Qadesh Barnéa Aroer Tel Ira Gamma Haror Sera Gaza Hébron Arad Adouraïm Marésha Lakish Beer-Sheva Idumée Édom                         |

Géographiquement, Édom est divisé en trois régions : les hauts plateaux en Transjordanie, les basses terres dans la Aravah et le Néguev, conquis par les Édomites du VIIIe au VIe siècle av. J.-C. Le territoire historique des Édomites se situe à la frontière du désert, dans le sud de l'actuelle Jordanie. Il s'étend sur quelque 160 kilomètres et est approximativement délimité au nord par la rivière Zered, au sud par le ouadi Hisma et le Jabal Ram dans le golfe d'Aqaba, à l'ouest par la dépression de la Aravah et à l'est à la frontière du désert d'Arabie. À partir du VIIIe siècle av. J.-C., le territoire des Édomites s'étend vers l'ouest en direction des vallées d'Arad et de Beer-Sheva. Dans l'Antiquité, la vallée de l'Aravah ne constitue pas une frontière entre le sud de la Transjordanie et le Néguev : ces deux régions font partie des mêmes environnements culturel et socio-économique. Pendant l'époque perse, les Édomites se déplacent vers la Shéphélah et les monts d'Hébron. Sous la pression de tribus arabes, ils ne dominent plus leur territoire historique. Le terme « Idumée » commence à désigner le territoire qu'ils occupent au sud de la Judée.
En Transjordanie, le nord du territoire consiste en un plateau volcanique. C'est là que sont établis la plupart des sites édomites. Le sud est constitué de collines de grès. Le territoire édomite possède des réserves de minerai de cuivre parmi les plus importantes du sud du Levant. La région présente de faibles précipitations. Le territoire se divise entre des hauts plateaux (1 500 m d'altitude) où le climat est semi-aride et les précipitations sont légèrement plus importantes. Dans les basses terres (80 m sous le niveau de la mer), le climat est désertique et les précipitations annuelles sont inférieures à 70 mm. Les précipitations d'Édom sont insuffisantes pour être utilisées comme une ressource fiable d'eau. L'agriculture y est risquée car les populations peuvent difficilement surmonter plusieurs années de sécheresse consécutives. Ce climat est surtout adapté aux activités d'élevage de bovidés et à une production limitée de céréales, d'olives et de raisin, principalement au nord dans la région de Buṣeirah. Une agriculture plus limitée est possible dans les basses terres grâce à l'irrigation.
Édom doit son développement à sa situation géographique. Son territoire se trouve sur la route qui relie l'Arabie au sud de la côte du Levant (via le Néguev et la vallée de Beer-Shéva) et à la Syrie (via la Transjordanie). Édom profite ainsi du commerce des Arabes. Les relations commerciales entre l'Arabie et le Levant sont bien établies à partir du second âge du fer via une route caravanière, la « route de l'encens ». Les routes de commerce en Arabie jouent un rôle majeur à partir du VIIIe siècle av. J.-C.

### Fouilles archéologiques et recherche actuelle
Buṣeirah est visitée par l'explorateur allemand Ulrich Jasper Seetzen lors de son voyage au sud de la mer Morte en 1806. Il est le premier à identifier le site à la Bozrah biblique. Les sites du Néguev sont explorés en 1914 par Leonard Woolley et Thomas Edward Lawrence. Entre 1932 et 1947, le rabbin et archéologue américain Nelson Glueck explore la Transjordanie méridionale, notamment Buṣeirah, Tawilan et Tell el-Kheleifeh. Entre 1952 et 1964, il mène avec Yohanan Aharoni des fouilles dans le Néguev, à Qadesh Barnéa et Horvat Uza.
L'archéologue britannique Crystal Bennett fouille les sites de Transjordanie entre 1960 et 1980. Elle effectue des fouilles à Buṣeirah de 1971 à 1974 et en 1980, ainsi qu'à Tawilan et à Umm el-Biyara. Dans les années 1990, Stephen Hart fouille le site de Ghareh. Côté israélien, les sites du Néguev font l'objet de fouilles dirigées par Moshe Dotan, Rudolph Cohen et Itzhaq Beit-Arieh.
Les débats actuels concernant l'histoire d'Édom portent sur la datation de l'apparition d'une entité politique édomite antérieurement au VIIIe siècle av. J.-C. et sur la nature de la présence édomite dans le Néguev à partir du VIIe siècle av. J.-C. L'intérêt pour le premier stade d'Édom est lié à l'interprétation des fouilles d'importants sites d'extraction du cuivre dans la vallée de la Aravah. Il s'inscrit plus généralement dans les débats sur la chronologie des Israélites au début de l'âge du fer. Quant à la signification de la présence édomite dans le Néguev, certains chercheurs l'interprètent comme le résultat d'une occupation militaire alors que d'autres y voient une expansion culturelle au sein d'un territoire présentant une grande diversité ethnique.

## Histoire

### Origine et premiers développements

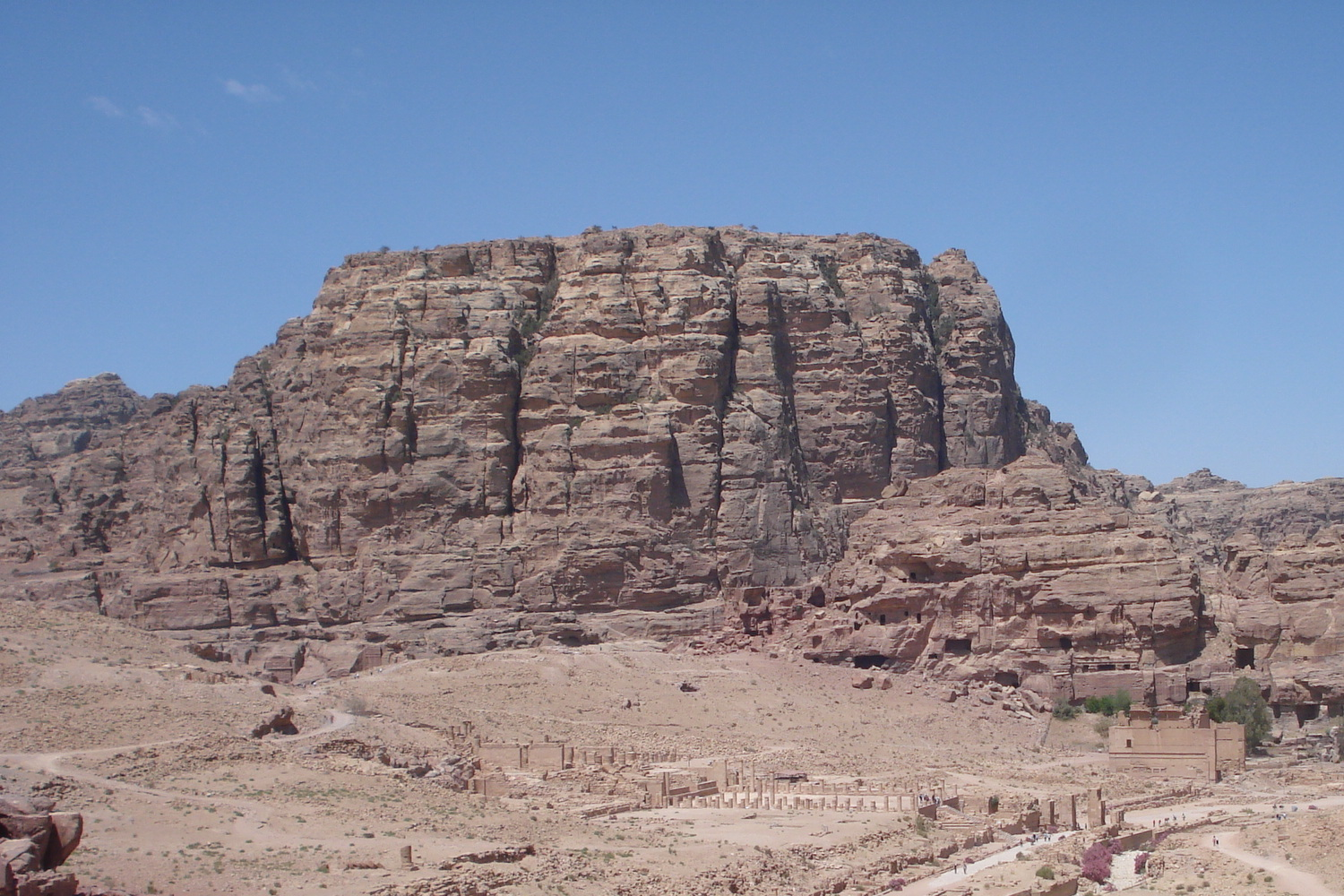
Umm el-Biyara au-dessus de Pétra

Édom s'est développé à partir de tribus nomades en une entité politique centralisée. Depuis le bronze ancien, Édom est occupé par des populations nomades ou semi-nomades. Comme le royaume voisin de Moab, Édom semble correspondre aux bédouins shasous des documents égyptiens. Ces bédouins habitaient la Transjordanie et le Néguev au bronze récent et au début du premier âge de fer, à partir de 1500 av. J.-C. Le papyrus Anastasi VI daté de la huitième année du règne de Mérenptah, vers 1205, fait référence aux « Shasous d'Édom ». Le pharaon Mérenptah les autorise à traverser un fort pour séjourner en Égypte avec leurs troupeaux :

« Nous avons fini de permettre aux tribus des Shosous d'Édom de passer la forteresse de Mernephtah-hotep-her-Maât qui est en Tjekou […] afin de les maintenir en vie et de maintenir leurs troupeaux en vie »

— Papyrus Anastasi VI
La Bible présente un parallèle tardif à cette histoire dans laquelle Hadad, roi d'Édom, reçoit un bon accueil en Égypte. Les rapports avec l'Égypte sont moins pacifiques dans le papyrus Harris, daté du règne de Ramsès III, où celui-ci affirme avoir détruit « les gens de Séïr parmi les tribus de Shasou ». D'autres du début du XIIe mentionnent leur existence. Le mont Séïr est cité dans plusieurs documents égyptiens, en rapport direct avec les Shasous. La liste d'Amarah parle de « Séïr en terre de Shasou ». Le nom d'Édom pourrait même remonter au XVe siècle av. J.-C. si le toponyme idma apparaissant dans une liste de Thoutmôsis III signifie effectivement « Édom ».
Au bronze récent et durant le premier âge du fer, l'habitat dans les hauts plateaux d'Édom est clairsemé. À partir de l'analyse des poteries découvertes lors des fouilles, les archéologues estiment que l'occupation sédentaire du sud de la Transjordanie commence vers le fer I ou au fer II,. Il existe un débat sur les débuts de l'occupation sédentaire d'Édom. L'attribution des poteries au fer I ou au fer II est délicate et ces débats illustrent la difficulté d'établir une stratigraphie pour les sites édomites. Dans le cas d'une occupation des Édomites dès le fer I, le processus de sédentarisation serait parallèle à celui des premiers Israélites.
L'occupation sédentaire pourrait être la conséquence de l'effondrement de Canaan. Les populations qui formeront Édom semblent être majoritairement des nomades sédentarisés dont l'origine est indigène. Comme les peuples voisins, Ammonites, Moabites ou Israélites, ils sont les descendants de populations déjà présentes dans la région. Il n'y a pas de trace de migration ou d'implantation de nouveaux groupes présentant une culture matérielle distincte de l'occupation du bronze récent, bien qu'un apport de population par migration reste possible. Une contribution à l'occupation sédentaire peut provenir de l'immigration d'agriculteurs ayant fui Canaan. Dans cette perspective, ces nouveaux arrivants seraient identifiés aux Horites de la Bible. Le passage du pastoralisme à la vie sédentaire facilite l'organisation économique et politique d'Édom. Il permet la collecte de taxes, le système de redistribution et crée une dépendance vis-à-vis des autorités.
Les Édomites se sédentarisent dans les zones les plus propices à l'agriculture comme Umm el-Biyara, Tawilan et Buṣeirah. Des villages s'installent sur des sommets isolés. Peu de sites sont habités, même si l'existence de sites habités est attestée par les sources égyptiennes. Pendant le premier âge de fer, l'habitat y est petit et dispersé, sans centre urbain. L'histoire et le fonctionnement de ces sites ne sont pas encore clairement établis. L'activité principale semble être le pastoralisme. Jusqu'à l'époque assyrienne, Édom est considéré comme une entité « tribale » ou « segmentée », sans administration centrale.
Des fouilles à Khirbet en-Naḥas (en) montrent une intense production de métaux et des mines de cuivre dans les basses terres d'Édom dès le XIe siècle av. J.-C., avec un maximum d'activité dans la première partie du second âge de fer. Cette découverte et les récentes datations au carbone 14 pourraient reculer de deux siècles la date du royaume d'Édom que l'on pensait commencer au VIIe siècle av. J.-C.. L'émergence d'Édom en tant qu'État pourrait être liée à l'exploitation du cuivre dans les basses terres avant même l'intervention de l'Assyrie. Malgré ces fouilles, les données archéologiques manquent pour caractériser les premiers stades de la naissance d'Édom.

### La période assyrienne

#### Sources épigraphiques
Édom apparaît neuf fois dans les textes assyriens datant des règnes d'Adad-nerari III, de Teglath-Phalasar III, de Sargon II, de Sennacherib, d'Assarhaddon et d'Assurbanipal. Sept des occurrences sont des inscriptions royales. Édom apparaît aussi dans une lettre, dans une liste de provinces du règne d'Assurbanipal et dans la Géographie de Sargon, un texte historico-légendaire sur les limites du royaume de Sargon d'Akkad. Édom apparaît aux côtés d'autres petits royaumes proches orientaux vassaux de l'Assyrie tels que Moab, Juda et  Israël (désigné sous le nom de « Maison d'Omri »), des villes phéniciennes de Tyr, Sidon, Arwad, Byblos ou d'Ashdod.

#### Organisation du royaume édomite

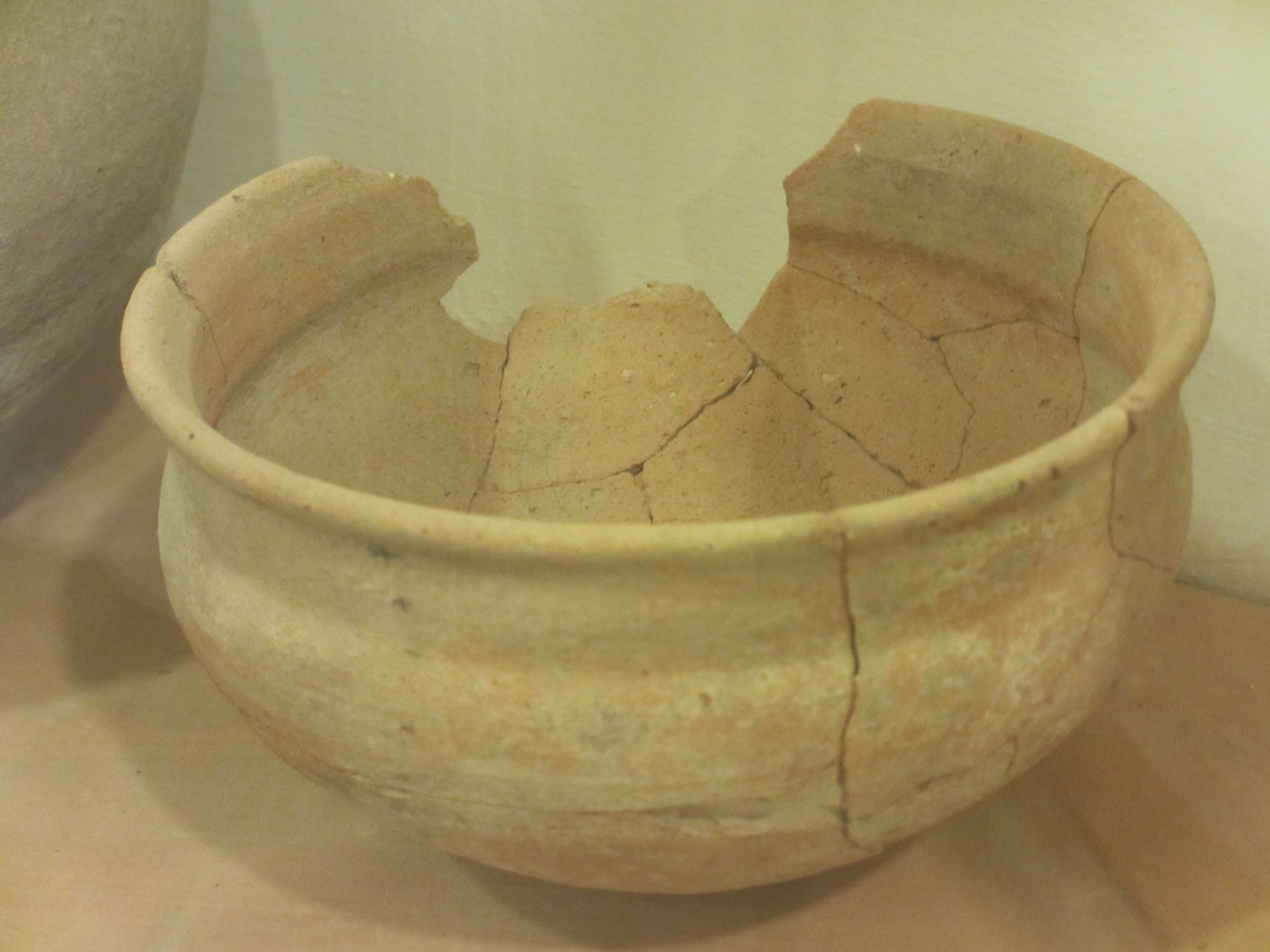
Poterie, Tawilan (Musée archéologique de Pétra)

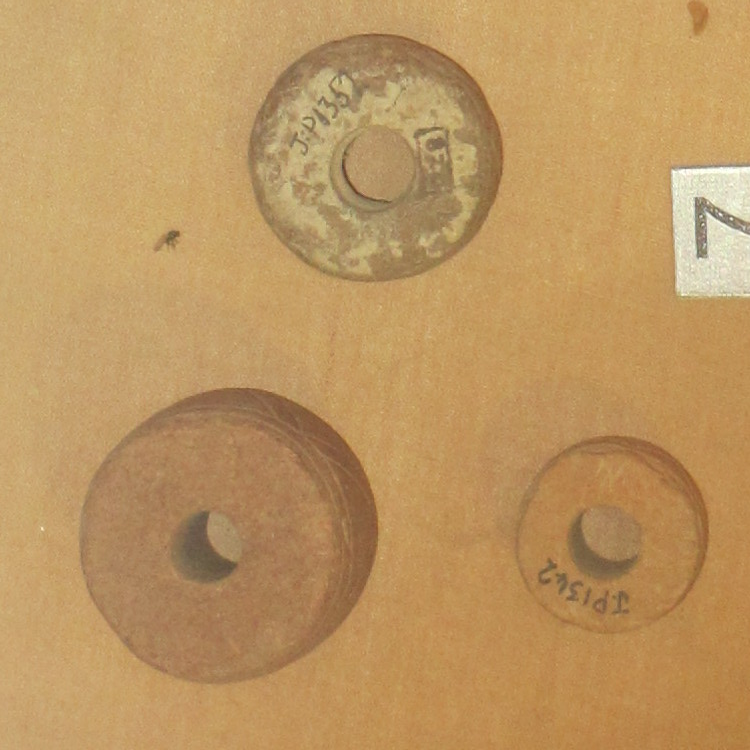
Sceaux, Tawilan (Musée archéologique de Pétra)

La première mention d'une entité politique édomite date du règne d'Adad-nerari III, au début du VIIIe siècle av. J.-C.. Une inscription de Nimrud (l'ancienne Kalkhu (Nimroud)) cite le tribut payé par les Édomites parmi une liste d'états soumis par Adad-nerari III.
Le royaume d'Édom connaît une grande prospérité au VIIe siècle avec l'arrivée des Assyriens dans la région. Cette domination étrangère transforme l'organisation politique et économique d'Édom et contribue à son développement. Dans le territoire traditionnel d'Édom en Transjordanie, du sud de la mer Morte jusqu'aux abords du golfe d'Aqaba, les constructions édomites se multiplient. Les temples et les maisons y suivent des modèles assyriens. Le principal site édomite est Buṣeirah, généralement identifié à la capitale édomite « Bozrah » de la Bible, bien qu'aucune découverte n'ait permis de le confirmer. C'est la seule ville fortifiée connue des Édomites. Elle est divisée entre une ville haute, possédant des bâtiments administratifs et un temple, et une ville basse où se trouvent les habitations. Les bâtiments les plus importants sont construits après la prise de la ville par les Assyriens et sous leur influence. Deux autres sites non fortifiés sont occupés au VIIe siècle : Umm el-Biyara, au-dessus de Pétra (parfois identifié à la « Sela » biblique) et Tawilan, au nord de Pétra (la « Teiman » biblique). À Umm el-Biyara, des vestiges de maisons et de citernes ont été retrouvés. Les Édomites fabriquent des textiles et des céramiques de qualité et possèdent une certaine maîtrise dans le travail des métaux. Une ligne de fortins installés au sommet de promontoires rocheux assure la défense du territoire en direction de l'ouest. Ce système de fortifications protège leur territoire contre les incursions des tribus nomades du désert.

#### Expansion vers l’ouest
L'expansion des Édomites à l'ouest de la Transjordanie commence avec la domination assyrienne. Ils profitent de la présence assyrienne dans la région pendant la première moitié du VIIe siècle et de l'affaiblissement du royaume de Juda pour s'implanter durablement dans la Aravah et dans le Néguev, au sud de la vallée de Beer-Sheva. Cette expansion vers l'ouest est motivée par deux objectifs. D'une part, il s'agit de disputer au royaume de Juda l'exploitation des mines de cuivre. Les Édomites sont alors en lutte avec les Judéens pour le contrôle des mines situées dans la Aravah, à l'est, les sites de Khirbet en-Naḥas (en) et de Feinan (en) (la « Punon (en) » biblique) et au sud, Timnah. Les centres administratifs et militaires du territoire judéen sont alors trop éloignés pour assurer un contrôle durable de la région. Feinan devient un élément majeur de l'économie édomite. D'autre part, les Édomites cherchent à obtenir un débouché sur la côte méditerranéenne afin de profiter du commerce arabe vers les marchés d'Égypte et de Grèce. Les Édomites étant déjà intégrés aux routes du commerce arabe, ils reçoivent l'appui des Assyriens pour obtenir un contrôle sur les routes traversant le sud du territoire de Juda. Pour relier la mer Rouge à Gaza et à l'Égypte, deux routes sont alors utilisées : la première remonte d'Eilat à travers la Aravah puis bifurque dans la vallée de Beer-Sheva, la seconde, plus courte, traverse le Néguev via Qadesh Barnéa. Ces deux routes constituent les axes majeurs de l'expansion édomite vers l'ouest. L'appui des Assyriens s'explique aussi par le soutien logistique que les Édomites apportent aux armées assyriennes en campagne contre l’Égypte.
Juda contrôle encore les routes du Néguev au début du VIIIe siècle av. J.-C. comme l'indique l'inscription de Kuntillet Ajrud mais vers 734, il perd le contrôle d'Eilat au profit des Édomites. La menace que représente Édom sur le Néguev est exprimée dans l'ostracon 40 d'Arad, daté d'avant la campagne de Sennacherib de 701, et qui parle du « mal qu'a fait Édom ». À la suite de la campagne de Sennacherib, les  Édomites profitent de la destruction des forts judéens du Néguev par les Assyriens pour commencer à s'établir dans la région. Lorsque le roi Manassé entame la reconstruction de la frontière sud de Juda, les Édomites y sont déjà bien implantés. Juda perd ainsi le contrôle de la Aravah et des forteresses de Khirbet Kheleifeh et d'Ein Ḥaẓeva. Khirbet Kheleifeh, sur les bords de la mer Rouge, l'Ezion-Geber biblique, est occupé par les Édomites dès la fin du VIIIe siècle. Un centre administratif et un fort sont installés dans ce port au bord de la mer Rouge. Au nord, à Ein Ḥaẓeva, la « Tamar » biblique, les Édomites établissent un petit fort sur ce qui était le plus grand fort judéen de la région. Ce site, situé à proximité d'un point d'eau, est un point de passage sur les routes commerciales arabes. Il est d'ailleurs équipé d'un sanctuaire riche en objets de culte.
L'archéologie montre que l'influence édomite se fait sentir sur le Néguev à partir du VIIe siècle av. J.-C. Elle est le résultat d'une infiltration de population édomite. Au cours du VIIe siècle, c'est la ligne de défense du sud de la vallée de Beer-Shéva qui tombe aux mains d'Édom (Horvat Uza, Tel Malḥata et son sanctuaire de Qitmit, Aroër, Tel Ira et Tel Masos) repoussant la frontière de Juda plus au nord. De nouveaux forts sont construits sur les ruines des anciens forts judéens. L'hostilité de la Bible hébraïque à l'encontre des Édomites fait écho à la pression exercée par les Édomites sur les Judéens pour le contrôle du Néguev. Cette hostilité est aussi confirmée par les ostraca d'Arad concernant le « méchant Édom ». Dans leur expansion, les Édomites s'appuient sur les forts assyriens du Néguev occidental (Tel Masos, Tel Haror, Tel Sera et Tel Gamma). Vers 660, des troupes d'Édom et de Séir prennent part à la campagne assyrienne contre l'Arabie, comme le prouve le prisme A d'Assurbanipal. L'expansion édomite est peut-être appuyée par une domination militaire du Néguev. Il n'est cependant pas prouvé qu'Édom ait pris un contrôle politique sur la région. L'ostracon 24 d'Arad montre seulement qu'Édom représente un danger pour le royaume de Juda vers 600. De même, les niveaux stratigraphiques de destruction des sites du Néguev indiquent une activité militaire, mais il est difficile de les relier à des campagnes militaires édomites plus qu'assyriennes ou babyloniennes. Comme alternative à l'hypothèse d'une prise de contrôle du Néguev par Édom, l'expansion édomite peut aussi être la conséquence d'un mouvement persistant de groupes nomades qui évoluent dans cette zone géographique. De tels groupes interagissent en suivant probablement les routes commerciales.

### La période babylonienne

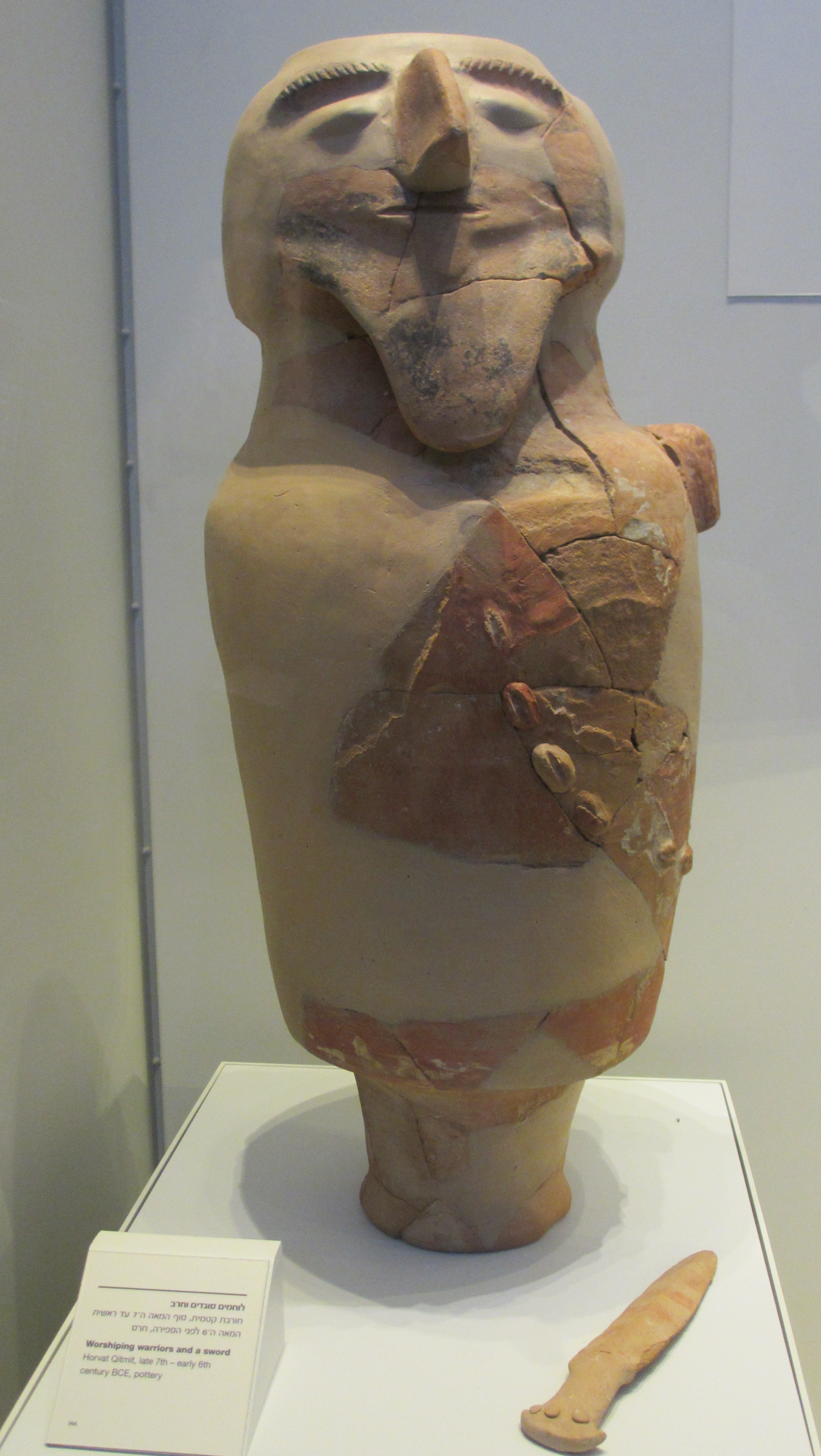
Guerrier édomite. Horvat Qitmit, (Musée d'Israël, Jérusalem)

La période babylonienne dure environ 70 ans, de 604 à 539. Les Babyloniens mènent des campagnes destructrices en Judée, en Philistie et en Transjordanie, Édom est très largement touché. Par la suite, Babylone néglige ces territoires nouvellement conquis, entraînant leur déclin. La région ne se relève que sous l'administration perse. Le pouvoir babylonien est très centralisé et se préoccupe essentiellement de la prospérité de Babylone et de ses alentours. Le manque d'intérêt des Babyloniens pour la région expliquent qu'ils n'y aient laissé que peu de traces archéologiques.

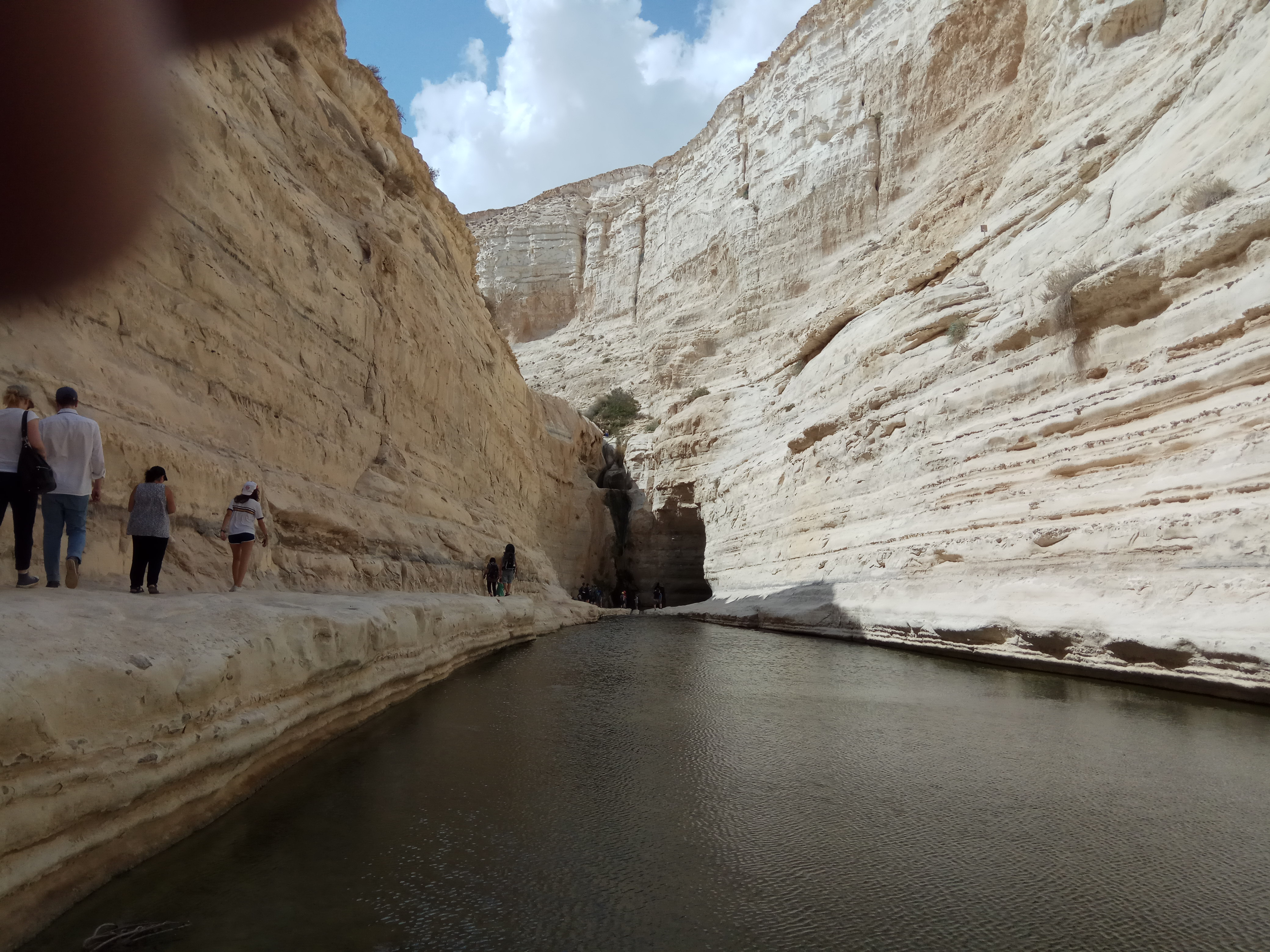

En 599, le royaume de Juda choisit de se rallier à l'Égypte contre Babylone. Babylone, ne pouvant intervenir dans l'immédiat, encourage les Édomites à entrer en conflit avec Juda. La pression sur le Néguev peu avant 597 conduit, selon l'ostracon 24 d'Arad, à des mouvements de troupes judéennes. En 582, après avoir finalement conquis tout Israël Nabuchodonosor II mène une campagne contre les populations de Transjordanie, en particulier contre Édom et Moab, Ammon apparaissant moins touché. La domination babylonienne se traduit par une destruction à grande échelle des sites habités de la région. Les Babyloniens cherchent à créer des provinces diminuées pour servir de zone tampon entre leur empire et l'Égypte. Pratiquement tous les sites sont touchés, sauf Ammon et le territoire de Benjamin en Judée où les Babyloniens établissent les sièges locaux de leur pouvoir. Les sites édomites de la vallée de Beer-Shéva, tels que Horvat Uza, Tel Malḥata, Qitmit et Tel Ira sont détruits jusqu'à Qadesh Barnéa, ainsi que la Aravah. Ni Feinan, ni Tell el-Kheleifeh sur la mer Rouge ne sont réoccupés pendant l'époque babylonienne. Seule la capitale Buṣeirah reste habitée. À partir du début du VIe siècle av. J.-C., l'effondrement du royaume de Juda encourage les populations nomades du Néguev à s'établir plus au nord.
Buṣeirah est mentionnée dans les sources babyloniennes lors de sa prise par le dernier roi de l'empire néo-babylonien, Nabonide. D'après la reconstruction habituelle du règne du Nabonide, celui-ci attaque Édom dans la troisième ou quatrième année de son règne, c'est-à-dire fin 553. Il attaque Buṣeirah au cours de sa campagne en route vers l'oasis de Tayma. Les deux seuls bâtiments publics de la ville sont détruits. L'inscription de Silaʿ, découverte en 1994 à trois kilomètres au nord-ouest de Buṣeirah, est probablement gravée à la suite de cette campagne. Elle fait figurer le roi Nabonide accompagné des symboles divins, le disque lunaire (Sîn), le soleil ailé (Šamaš) et l'étoile à sept branches (Ištar). Le mauvais état de conservation de l'inscription ne permet pas d'avoir plus de détails sur le déroulement de la campagne. Les autres villages édomites subissent aussi des destructions. Sous la pression des attaques babyloniennes ou à la suite des désordres engendrés par la disparition de la faible autorité centrale, les villages sont progressivement abandonnés.
Alors que l'administration assyrienne s'appuyait sur un réseau de royaumes vassaux, la présence babylonienne signifie la fin de la royauté non seulement pour le royaume de Juda, avec la déportation de Joachin, mais aussi pour les royaumes de Transjordanie. Le pouvoir est transféré à un gouverneur au service de l'administration impériale babylonienne, puis perse. La frontière protégeant la Transjordanie des tribus du désert est négligée. Les tribus nomades pénètrent dans les zones de peuplement édomite, entraînant le déclin des sites édomites de Transjordanie et repoussant Édom au sud de la Judée.

### La période perse
Malgré les destructions de la période babylonienne, Édom perdure durant la période perse. La zone de peuplement édomite se divise en deux zones géographiques : la Transjordanie et l'Idumée. Si la région traditionnellement édomite du sud de la Transjordanie n'est pas abandonnée, la zone d'influence y est réduite. À l'ouest, les Édomites se réinstallent dans les régions dévastées du sud de la Judée jusque dans les monts d'Hébron dont une partie de la population a été déportée en Babylonie. Ils se déplacent aussi des vallées d'Arad et de Beer-Sheva vers l'ouest en direction de la Shéphélah, sur les territoires des anciennes tribus de Siméon et de Juda. Adouraim (en) et Marésha sont alors les grandes villes de la région au sud de la Judée qui prend le nom d'Idumée, traduction latinisée de la forme grecque Idumaia pour « Édom ».

#### La Transjordanie

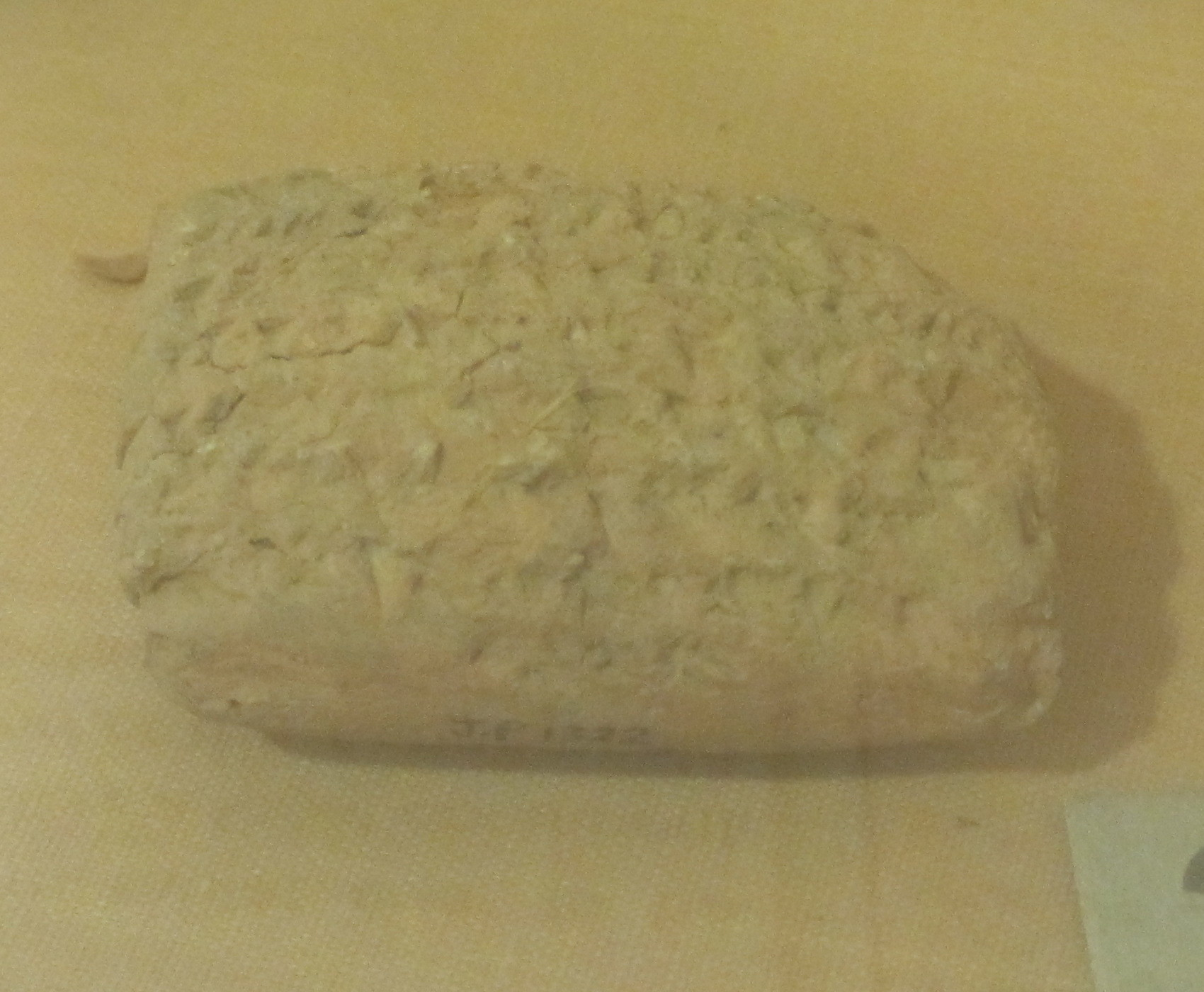
Tablette cunéiforme rédigée à Harran enregistrant un contrat entre deux Araméens et un Édomite nommé Qôs-Shama. Première année du règne de Darius Ier ou Darius II),.

La part de la population édomite en Transjordanie diminue progressivement pendant la période perse face à l'arrivée continue de populations arabes. Le pouvoir perse ne semble pas être intervenu pour enrayer ce processus.
Les sites de Buṣeirah et Tawilan sont à nouveau occupés. Des édifices publics y sont reconstruits sous l'administration perse. À Buṣeirah, un bâtiment administratif probablement d'époque perse remplace un bâtiment édomite plus ancien. À Tawilan, les traces archéologiques indiquent que le site reste lui aussi intégré au reste de l'empire achéménide. Les mines de cuivre de Feinan sont à nouveau exploitées. Le commerce international continue le long de la route du Roi à travers le plateau édomite. Pourtant, au sud, le fort d'Umm el-Biyara n'est pas réoccupé après sa destruction en 580. Le commerce entre la mer Méditerranée et la péninsule arabique reprend avec l'aide des Phéniciens et des Grecs. Le port de Tell el-Kheleifeh au bord de la mer Rouge est à nouveau occupé, mais sa population n'est plus édomite. Buṣeirah est définitivement abandonnée à la fin de l'époque perse. En Transjordanie, l'effondrement du royaume édomite est total. Son nom disparaît même des sources hellénistiques. Édom fait désormais partie de l'Arabie, contrairement aux royaumes moabite et ammonite dont les noms subsistent pour désigner les régions de Moabitide et d'Ammonitide

#### L'Idumée
Après un déclin, le peuplement du Néguev reprend à l'époque perse, notamment autour de Marésha. Au sud, d'autres sites sont à nouveau occupés dans les vallées d'Arad et de Beer Sheva, mais ils sont beaucoup moins nombreux qu'à la fin du second âge de fer. Pendant l'époque perse, les principales villes d'Idumée sont Lakish, Marésha et Tel Halif (à proximité de l'actuel kibboutz Lahav) au nord, et Tel Shéva, Arad et Qadesh Barnéa au sud. L'organisation de l'Idumée n'est cependant pas claire. Sa capitale n'est pas non plus identifiée. Si la Bible hébraïque énumère dans le Livre de Néhémie les villes du nord du Néguev occupées par des Judéens, ces villes ne font pourtant vraisemblablement plus partie du territoire de la province perse de Judée, apparaissant dorénavant sous le nom de « Yehoud ». À l’époque hellénistique, le livre des Jubilés (IIe siècle av. J.-C.) insiste sur le lien entre la ville d'Adouraïm et le territoire d'Édom en faisant de cette ville le lieu de la mort et de la sépulture d'Ésaü, l'ancêtre d'Édom,.

## Aspects sociaux et religieux

### Société
Édom est une société rurale. À partir de la fin du VIIIe siècle av. J.-C., le peuplement d'Édom s'intensifie. Des petits établissements, des villages non fortifiés et des fortins apparaissent. Le système de défense semble avoir pour fonction de défendre des intérêts agricoles et commerciaux, ainsi que de protéger les populations locales. Le territoire édomite de Transjordanie comporte surtout des villages agricoles d'une superficie modeste. On dénombre onze villages de un à deux hectares. Seule la principale ville, Buṣeirah, possède une superficie plus étendue, de huit hectares. Elle est dotée d'un palais et d'un temple. Depuis Buṣeirah, des élites centralisatrices tentent d'exercer un contrôle sur la région.
Les archéologues considèrent que la cause de l'accélération du peuplement d'Édom est une combinaison entre l'exploitation des mines de cuivre de la Aravah, l'influence de l'Assyrie et le commerce arabe. Ces facteurs conduisent à l'apparition d'un royaume indépendant, mais segmentaire. Ce royaume est constitué de groupes indépendants qui coopèrent et reconnaissent une monarchie. Ces groupes vivent d'une économie mixte combinant agriculture et pastoralisme. Ils se déplacent et interagissent avec les autres populations notamment dans la vallée de Beer-Shéva sur laquelle le royaume de Juda cherche à exercer le contrôle. Le caractère tribal de la société édomite persiste jusqu'à l'époque hellénistique, voire romaine.

### Rois
Les noms de plusieurs rois édomites des VIIIe et VIIe siècles av. J.-C. sont connus par des inscriptions assyriennes et édomites,.
- Qôsmalka (« Qôs est roi »), qui verse un tribut à Teglath-Phalasar III (vers 729) en même temps que le roi de Juda Achaz[67]
- Aiarammu, qui verse un tribut à Sennacherib en 712 en même temps que le roi de Juda Ézéchias[68].
- Qôsgabar (« Qôs est puissant »), mentionné dans les annales d'Assarhaddon vers 673-672, en même temps que le roi de Juda Manassé. Il est mentionné lors de la première campagne d'Assurbanipal contre l'Égypte en 667[69]. Il est aussi connu par des sceaux trouvés à Umm el-Biyara et à Babylone[66].

Par contre les noms des rois édomites cités dans la Bible hébraïque (Béla fils de Béor, Jobab, Huscham, Hadad, Samla, Saül et Baal Hanan) sont douteux et résultent sûrement d'une confusion entre les noms « Édom » et « Aram ». En effet, plusieurs de ces noms sont araméens et aucun ne contient le nom de la divinité nationale des édomites, Qôs, élément théophore bien attesté dans l'épigraphie assyrienne notamment.

### Langue
La langue édomite est une langue ouest-sémitique appartenant à la branche cananéenne. Elle est attestée à partir du VIIe siècle av. J.-C. grâce à des ostraca et à grâce à des sceaux portant les noms de rois, de personnages de l'administration ou de prêtres. L'édomite est une langue proche de l'hébreu et du moabite. À la fin du VIIIe siècle, les Édomites adoptent l'alphabet araméen. L'écriture est influencée par l'araméen utilisé par l'administration assyrienne.

### Religion

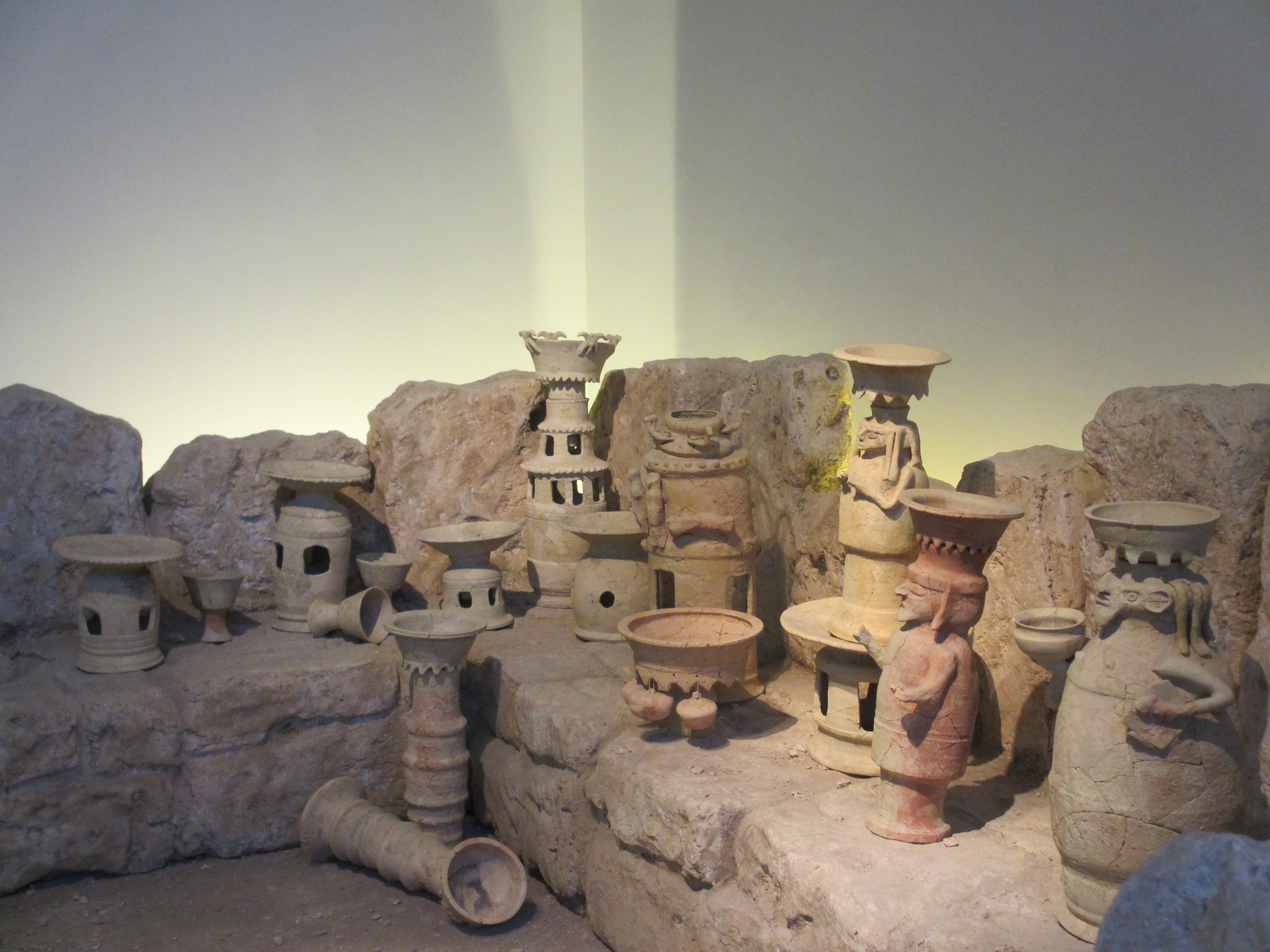
Poteries édomites du sanctuaire de Ḥaẓeva (Musée d'Israël, Jérusalem)

La pratique religieuse édomite est mal connue. On sait qu'à partir du VIIIe siècle av. J.-C., le dieu national des Édomites s'appelle Qôs. Le culte de Baal est aussi pratiqué. Il est possible qu'une déesse féminine, peut-être Astarté, ait fait l'objet de dévotion, ainsi que le dieu Sîn de Harran. Une référence au culte édomite figure dans le Deuxième livre des Chroniques au verset quatorze du vingt-cinquième chapitre, mais cette composition est tardive et l'auteur de ce texte avait sûrement peu de connaissance sur ce culte pratiqué deux siècles auparavant.

#### Qôs
Le dieu Qôs, ou Qaus, apparaît dans des documents édomites et assyriens. Il est la principale divinité édomite. Le nom de sa parèdre n'a pas été conservé. Alors que la Bible hébraïque condamne les divinités des peuples moabite et ammonite voisins, le dieu Qôs n'y apparaît pas en tant que tel. Il n'apparaît que comme élément dans des noms propres. Au sein du royaume édomite, Qôs bénéficie d’un statut officiel. Il apparaît dans les noms des rois édomites et dans des formules telles que « je te bénis par Qôs », qui figure dans des correspondances administratives du VIe siècle av. J.-C.. On connaît plusieurs sceaux appartenant à des prêtres de Qôs, et au moins un sceau attestant du culte de Baal. Du VIIIe siècle av. J.-C. à la période perse, le nom du dieu Qôs apparaît comme élément théophore dans une cinquantaine de noms propres sur des tablettes cunéiformes, des sceaux, des ostraca et dans la Bible hébraïque,. Le culte de Qôs reste dominant jusqu'à l'époque perse, y compris en Idumée[réf. nécessaire].
Qôs est un dieu originaire du nord de l'Arabie. Avant l'émergence du royaume d'Édom, Qôs figure déjà au XIIIe siècle av. J.-C. dans des noms de listes égyptiennes de clans de bédouins Shasou. Qôs est un dieu de la Guerre ou un dieu de l'Orage. À Qitmit, il apparaît comme le « maître des Animaux ». Sa popularité grandissante en Édom semble coïncider avec l'apparition du royaume édomite au VIIIe siècle av. J.-C.. Les modalités de l'introduction du culte de Qôs en Édom sont mal connues. Son culte en tant que divinité nationale a pu servir à consolider l'organisation politique de l'état édomite au sein d'une population constituée de clans indépendants. À partir de l'époque perse, les références à Qôs sont encore plus nombreuses, la fidélité à ce dieu national compensant peut-être la perte d'indépendance politique. Des chercheurs soulignent la proximité entre le dieu israélite Yahweh et le dieu édomite Qôs, notamment à cause de l'origine « sudiste » de Yahweh. Ce dernier est en effet perçu par la Bible hébraïque comme venant du sud. Il est décrit comme venant d'Édom, de Séïr, de Paran ou de Teman (en). Cette proximité trop grande entre Yahweh et Qôs expliquerait d'une part le silence de la Bible hébraïque sur le dieu Qôs et d'autre part le lien fort établi entre Jacob (Israël) et Ésaü (Édom).
Au IIIe siècle, Qôs est encore mentionné dans la littérature rabbinique parmi une liste de lieux dont le nom est associé à l'« idolâtrie », comme dans la Tossefta Avoda Zara.

#### Les sanctuaires

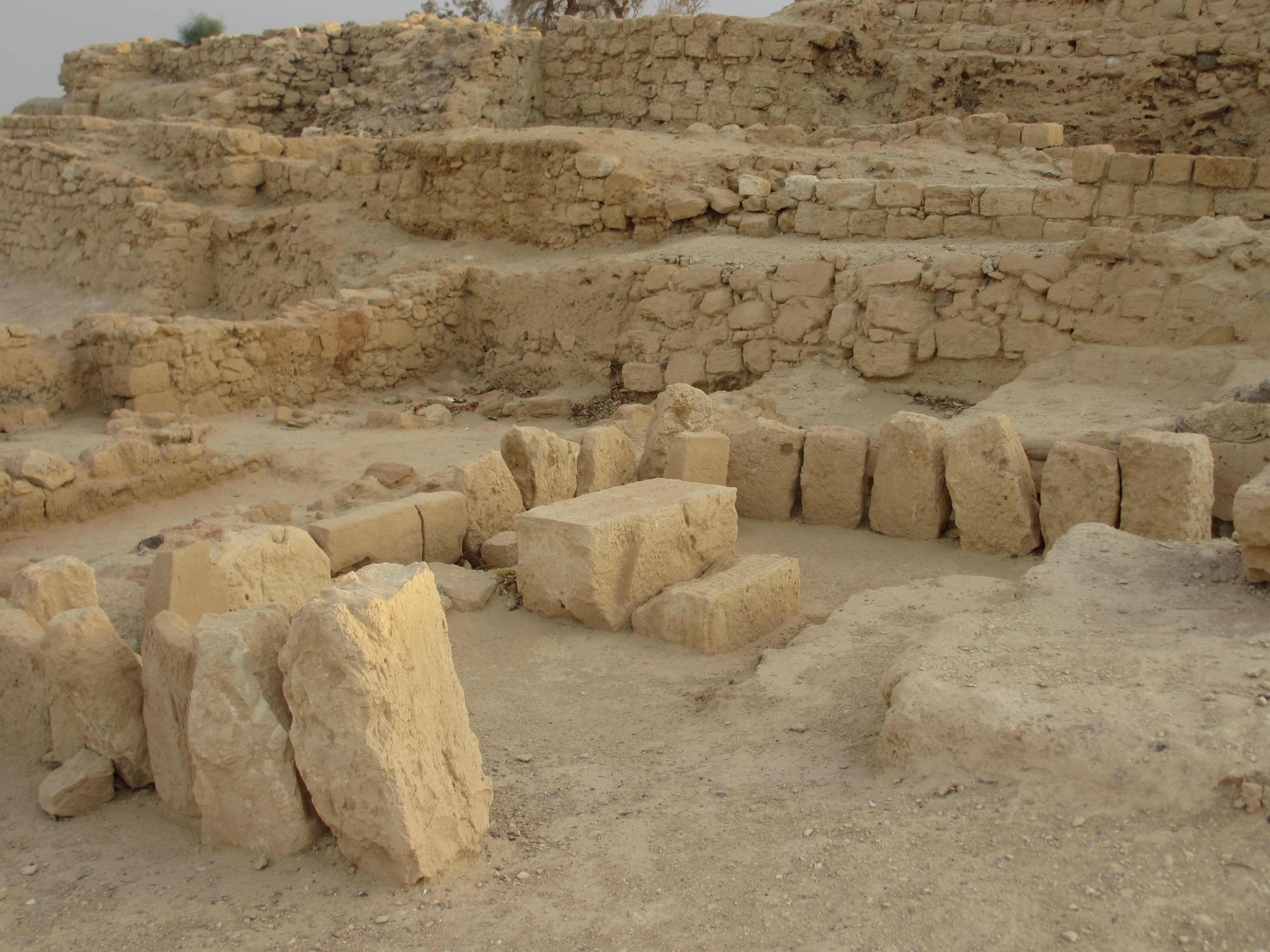
Sanctuaire de Ḥaẓeva (vallée de la Arava, Israël). Le sanctuaire se trouve au pied du mur extérieur de la forteresse.

Peu de sanctuaires édomites sont connus. À Buṣeirah, la principale ville édomite, une structure s'apparentant à un temple assyrien a été identifiée comme un sanctuaire édomite. Avec l'expansion édomite, le culte de Qôs se répand dans la Aravah et le Néguev. Deux autres sanctuaires sont établis à l'ouest du Jourdain, l'un à Qitmit dans la vallée d'Arad, et l'autre à Ein Ḥaẓeva, dans la Aravah. À Qitmit, le sanctuaire est établi au sommet d'une colline, non loin de Tel Malḥata. Il est composé d'un bâtiment à trois pièces accompagné d'une plate-forme cultuelle, d'un autel et d'un bassin. Au fort d'Ein Ḥaẓeva, le sanctuaire se trouve lui aussi en dehors du site d'habitation, à l'extérieur de l'enceinte défensive. Dans ces sites, des statuettes en argile d'hommes, de femmes et d’animaux, de la vaisselle aux motifs anthropomorphes et des autels à encens ont été retrouvés. Le caractère spécifiquement édomite des sanctuaires du Néguev a récemment été contesté. Des figurines ont été exhumées à Buṣeirah, Tawilan et Qitmit. Il s'agit le plus souvent de figurines féminines nues, enceintes et avec les bras sous la poitrine. Elles sont similaires en taille et en forme à d'autres trouvées dans sites du sud du Levant à l'âge du fer.

### Culture matérielle
Le territoire édomite présente une riche culture matérielle à l'âge du fer. Faute de sources écrites, cette culture matérielle est le principal élément utilisé pour reconstruire l'histoire et le fonctionnement de la société édomite. Son interprétation reste cependant difficile. Dans le cas de l'archéologie édomite, cette difficulté est encore accrue par manque de fiabilité dans la stratigraphie des sites de Transjordanie. La culture matérielle généralement considérée comme distinctive des Édomites consiste en des poteries, des objets de culte et quelques inscriptions. La présence de l'élément théophore « Qôs » est habituellement considérée comme indiquant un contexte édomite.
Parmi la diversité des poteries de l'âge du fer, un type particulier est appelé « poterie édomite ». Les poteries édomites sont considérées comme caractéristique des sites de peuplement édomite du VIIIe au VIe siècle av. J.-C. en Transjordanie et dans le Néguev. Elles ont été décrites pour la première fois par l'archéologue Nelson Glueck dans les années 1930 lors des fouilles de Tell el-Kheleifeh. Des poteries similaires ont ensuite été découvertes dans d'autres sites en Jordanie et dans le Néguev. Elles consistent en des plateaux, des bols, des marmites, des cruches, des jarres de stockages et des lampes. Les objets de fabrication grossière, sans décoration, se retrouvent sur tous les sites. Elles sont destinées à un usage domestique. Des objets peints de facture plus soignée ont été retrouvés à Buṣeirah et dans certains sites du Néguev. Ils étaient probablement destinés à une classe plus aisée. Certaines poteries subissent une influence externe et imitent des modèles assyriens. Les motifs les plus répandus consistent en des dessins géométriques rouges et noirs, notamment des lignes horizontales et verticales. Les poteries édomites peintes sont caractéristiques de Buṣeirah. La culture matérielle de Buṣeirah présente un fort parallèle avec celle de Qitmit et d'Ein Ḥaẓeva dans le Néguev. Les poteries édomites sont le plus souvent produites localement, que ce soit en Transjordanie ou dans le Néguev.
L'apparition des poteries édomites est une des caractéristiques de la fin de l'âge du fer dans le Néguev. On les a retrouvées dans la vallée de Beer-Shéva, dans le Néguev central, dans la Aravah et jusque dans le nord du Néguev. Le nombre de poteries édomites est particulièrement important à Malhata, Qitmit et Qadesh Barnéa si on le rapporte à l'ensemble des poteries découvertes sur ces sites. Malgré le nom qui leur est donné, les poteries édomites font l'objet de questions sur leur relation avec les Édomites et sur leur lien avec les autres poteries contemporaines, les poteries « néguevites » et « madianites » notamment. Les poteries néguevites sont un autre type de poteries découvert en territoire édomite. Elles sont de facture plus grossière : elles sont fabriquées à la main et non sur un tour. En territoire édomite, on les trouve à Buṣeirah, Tawilan, Ghrareh, Tel Masos, Tel Arad et Tel Beer Sheva.
L'interprétation de cette culture matérielle variée est problématique dans la mesure où il est difficile d'attribuer des poteries à un groupe ethnique déterminé. La diffusion des poteries édomites dans le Néguev a donc donné lieu à différentes théories sur la nature de la présence édomite dans le Néguev. Certains interprètent ces poteries comme le reflet d'une hégémonie politique d'Édom dans une région conquise sur un royaume de Juda affaibli. Les Édomites auraient importé leur culture matérielle lors de leur prise de contrôle du Néguev. D'autres y voient un phénomène culturel, lié aux échanges de part et d'autre de la Aravah. L'expansion des Édomites dans le Néguev refléterait la nature semi-nomade de la société édomite et serait la conséquence d'une activité le long de routes commerciales.
Quoi qu'il en soit, la présence des poteries édomites montre l'influence de la culture édomite dans des régions encore contrôlées administrativement et militairement par le royaume de Juda. Elle témoigne de la présence de groupes édomites et d'autres populations ayant adopté une culture édomite. Plus généralement, la diversité des poteries du Néguev s'explique par le mouvement et de l'interaction entre groupes nomades ou semi-nomades.

## Édom dans la Bible

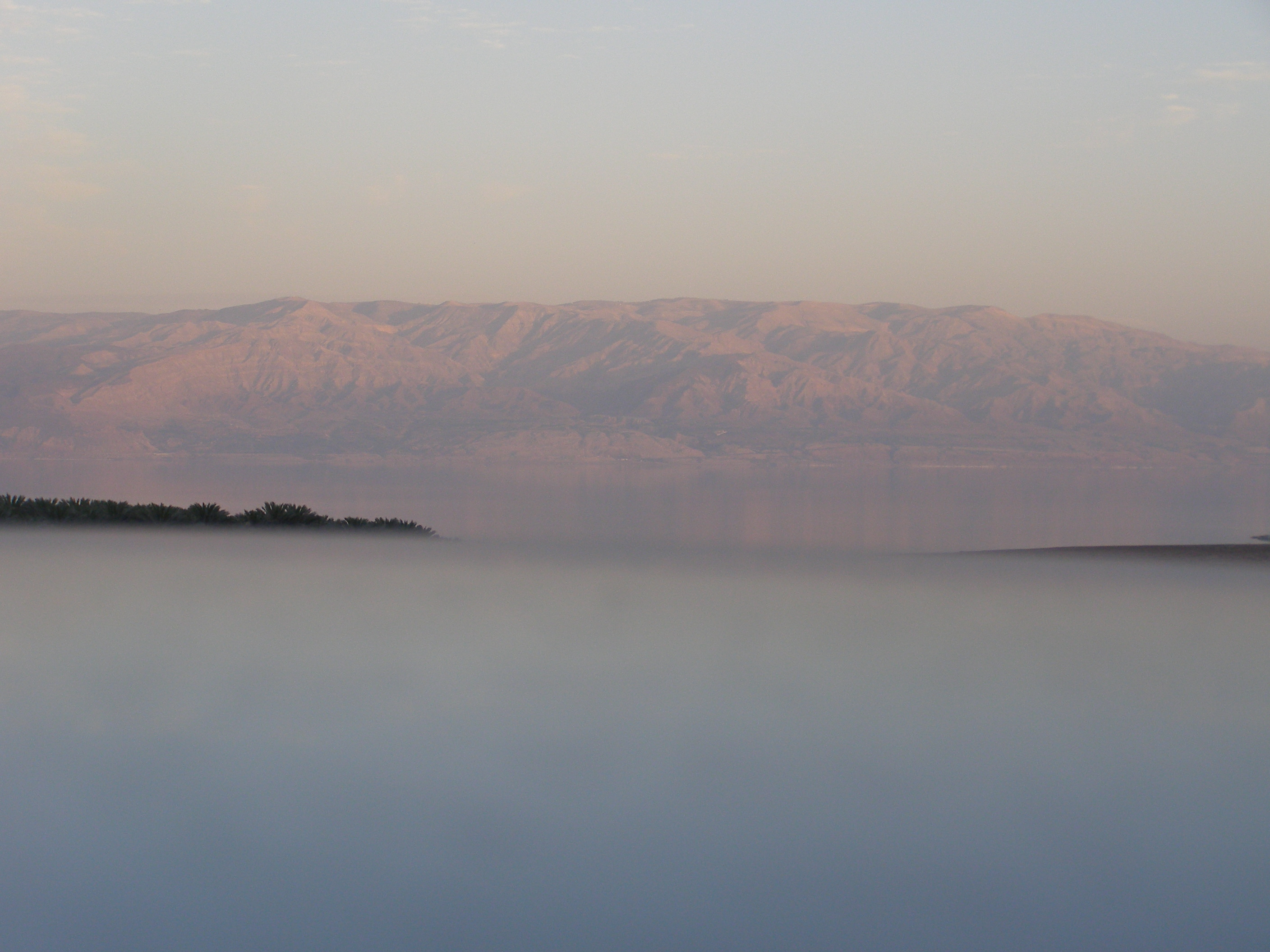
Montagnes d'Édom. Vue de la rive israélienne de la mer Morte.

Parmi les peuples voisins d'Israël, la Bible hébraïque accorde une attention particulière à Édom. Édom est un ennemi constant d'Israël. Plusieurs passages font allusion à une hostilité tenace entre les deux peuples.

### Édom, Ésaü et Séïr
Selon la Bible, Édom est relié de manière proche aux Israélites, plus proche que ne le sont les royaumes voisins d'Ammon et de Moab. Ésaü, le fils du patriarche Isaac, est considéré comme l'ancêtre des Édomites, et son frère Jacob est l'ancêtre des Israélites,. En comparaison, Ammon et Moab ont pour ancêtre Loth, le neveu du patriarche Abraham. Toujours selon la Genèse, il existe un lien étroit entre Ésaü, Édom et le mont Séïr. Les récits de la Genèse sur l'origine du nom « Ésaü » n'en expliquent pas l'étymologie mais elles font allusion à Édom et à Séir. À sa naissance, Ésaü, le premier-né des jumeaux d'Isaac et Rébecca, est « roux », אַדְמוֹנִי (’admōnī), en hébreu, allusion à Édom qui signifie « rouge ». Il est aussi « couvert de poils », שֵׂעָר (sē`ār), allusion à Séïr. Plus loin, Ésaü aurait reçu ce surnom après avoir cédé son droit d'aînesse à son frère Jacob contre un plat de « rouge », אָדֹם (adom), c'est-à-dire un plat de lentilles. Il est pourtant probable qu'à l'origine, Ésaü n'était pas relié à Édom. L'identification d'Ésaü à Édom résulte d'une adaptation de récits sur les patriarches visant à décrire la réalité sociale et politique des Israélites vis-à-vis de leurs voisins Édomites. Les descendants d'Ésaü, ses chefs de famille et les rois d'Édom sont listés ensemble au trente-sixième chapitre de la Genèse. Les descendants de Séïr et les chefs de famille Horites sont également insérés au milieu des généalogies d'Édom. Ésaü, c'est-à-dire Édom, s'installe sur le mont Séïr. Dans une autre tradition, il est dit qu'Édom a chassé les Horites qui habitaient Séïr,.
Si la Bible présente une origine commune aux Édomites et aux Israélites, elle les présente aussi comme adversaires. Édom est décrit comme l'ennemi historique d'Israël avec Moab et Ammon. Un passage du Deutéronome se montre cependant moins hostile envers Édom qu'il ne l'est envers Ammon et Moab : ces derniers n'auront jamais le droit d'entrer dans la congrégation de Yahweh, alors qu'Édom ne doit pas être rejeté  définitivement.
À l'origine, il semble qu'Ésaü était surtout lié à Séïr, c'est-à-dire au Néguev. Avec la pénétration des Édomites dans le Néguev, la tradition judéenne a évolué pour s'adapter à la nouvelle réalité socio-politique. La présence des Édomites dans le Néguev est décrite dans plusieurs passages de la Bible. Édom apparaît implanté directement au sud du royaume de Juda et pas seulement en Transjordanie. Édom constitue la frontière sud du territoire judéen. Les contacts entre Juda et Édom pendant l'âge de fer ont été intégrés sous forme de généalogies à la saga des Patriarches. Les noms de descendants d'Ésaü du livre de la Genèse se retrouvent aussi parmi les clans judéens dans le Premier livre des Chroniques. Ce parallélisme entre les généalogies témoigne des fortes relations entre Édom, Séïr et les tribus israélites de Juda et Siméon. Ces généalogies expriment les liens entre les différents clans, pas nécessairement judéens, mais avec lesquels les Judéens ont des relations proches. Elles reflètent de manière confuse la situation politique à la fin de l'âge du fer. Certains clans apparaissent complètement intégrés à Juda alors que d'autres restent à la périphérie, tel qu'Amalek. Ces descriptions reflètent un réseau complexe de relation entre différents groupes et qui ont été transmises par des traditions différentes.

### L'histoire du royaume édomite selon la Bible
La Bible hébraïque présente plusieurs récits faisant intervenir le royaume d'Édom. Dans le Livre des Nombres, les « Enfants d'Israël » rencontrent les Édomites à Qadesh Barnéa. Dans le Deuxième livre de Samuel, Israël conquiert Édom à l'époque du roi David, vers 1000, et le domine pendant cent cinquante ans jusque vers 845. À la mort de David, Hadad, de la "race royale d'Édom", réfugié en Égypte, retourne en Édom et y règne en adversaire de Salomon. Il existe une confusion fréquente dans la Bible entre les termes « Édom » et « Aram », ce dernier désignant la Syrie. Édom s'écrit en hébreu avec les lettres « aleph-dalet-mem » alors qu'Aram s'écrit « aleph-resh-mem ». Or la graphie des lettres centrales, dalet et resh, sont très proches tant en écriture paléo-hébraïque qu'en écriture carrée, ce qui a conduit à cette confusion. Ainsi, les noms des rois « édomites » de la liste de Genèse 36,31 sont essentiellement des noms araméens, tels que Hadad ou Bela' ben Beor, nom à rapprocher de Balaam ben Beor, prophète araméen mentionné dans le livre des Nombres et connu en dehors de la Bible par l'inscription de Deir Alla. De même, dans le premier livre des Rois, le roi Hadad « l'édomite » qui lutte contre le roi David est plus vraisemblablement un araméen qu'un édomite.
Selon le Deuxième livre des Rois, les Édomites mènent une révolte victorieuse contre Juda sous le règne de Joram et prennent leur indépendance. Cinquante ou soixante ans plus tard, le roi de Juda Amasias mène une campagne contre Édom. Son fils Ozias reprend Eilat aux Édomites. L'expansion des Édomites en direction de la Aravah commence vers 734 avec la prise d'Eilat sous le roi Achaz. Les Édomites sont ensuite accusés de participer au siège de Jérusalem mené par le roi babylonien Nabuchodonosor II en 586 même si cette participation n'est pas prouvée.
Le récit du Livre des Nombres, où les Édomites occupent déjà le Néguev à l'époque supposée de l'Exode hors d'Égypte, reflète une situation postérieure, datant au plus tôt de la fin du VIIIe siècle av. J.-C.. L'historicité des récits de la domination d'Édom par Juda est aussi douteuse. Il n'existe pas de trace archéologique d'une domination militaire ou politique des Israélites sur Édom et les récits du Livre des Rois ne peuvent être utilisés pour reconstruire l'histoire ancienne d'Édom.
Le mot hébreu « sela », qui signifie « roche », désigne dans la Bible une forteresse édomite que les historiens ont longtemps identifié à Pétra où à Buṣeirah. On s'accorde désormais à situer Sela plus au nord, sur le site de Silaʿ, à environ dix kilomètres au sud de Tafila.

### Édom dans les livres prophétiques
Les livres des Prophètes comportent de très nombreuses références à Édom. Ils lui marquent généralement de l'hostilité. Le livre d'Abdias en particulier est une prophétie concernant le jugement divin du royaume d'Édom, qui est condamné à la ruine, et la revanche que les fils d'Israël prendront sur ce royaume. Dans le livre d'Amos est évoquée la destruction des « palais de Bozrah », considérée comme la capitale d'Édom. Un oracle de Jérémie mentionne aussi les sites édomites de Témân et de Bozrah et dit qu'Édom "sera comme lors de la catastrophe qui a frappé Sodome et Gomorrhe", également "plus personne n’y habitera, aucun homme n’y séjournera." ,. Certains des textes prophétiques font allusion aux liens familiaux entre Ésaü et Jacob décrits dans le Pentateuque.
Les nombreuses condamnations d'Édom dans les textes datant de l'Exil à Babylone et de la période post-exilique sont à mettre en lien avec la pression exercée par les Édomites sur le Néguev à la fin de la monarchie et avec l'occupation du sud de la Judée et de la Shéphélah à l'époque perse. Le Psaume 137 indique une participation des Édomites lors du siège de Jérusalem par les Babyloniens en 586. Un développement ultérieur des IVe – IIIe siècle av. J.-C. rend même les Édomites responsables de l'incendie du Temple de Jérusalem. Cette participation n'est pourtant pas prouvée, « Édom » pouvant n'être qu'un nom symbolique représentant les ennemis d'Israël.

## Édom dans la tradition juive
Dans la tradition juive, Édom est identifié à l'Empire romain. Les passages traitant d'Édom ou d'Ésaü sont interprétés comme se référant à Rome. Dans le Midrash Tanhouma sur Bereshit au septième chapitre, l'empereur Hadrien est qualifié de « roi d'Édom ». Cette identification apparaît à la fin de la période du Second Temple, aux alentours de la révolte de Bar Kokhba. Des chercheurs ont proposé d'expliquer cette identification à cause de l'origine iduméenne du roi Hérode Ier le Grand qui a régné sur la Judée avec le soutien de Rome. Il semble que ce soit surtout la haine entre les deux frères, Jacob et Ésaü, le récit des attaques d'Édom contre Israël et les promesses de revanche exprimées par les prophètes qui aient motivé cette identification.
Au Moyen Âge, Édom et Séïr sont pris non seulement comme symboles de Rome, mais aussi de la chrétienté, considérée comme l'héritière de l'Empire romain. Dans le langage des lettrés et des poètes juifs, Édom désigne métaphoriquement le monde chrétien. À l'époque byzantine, le poète liturgique juif Yannaï se plaint amèrement de l'oppression du judaïsme par le pouvoir chrétien byzantin, décrit métaphoriquement sous le nom d'Édom.

## Édom en ésotérisme
Adolphe Franck, dans son ouvrage La Kabbale ou La Philosophie Religieuse des Hébreux (1843) :

« La Genèse fait mention de sept rois d'Édom qui ont précédé les rois d'Israël, et en les nommant elle les fait mourir l'un après l'autre, pour nous apprendre dans quel ordre ils se sont succédé. C'est de ce texte, si étranger par lui-même à un tel ordre d'idées, que les auteurs du Zohar se sont emparés, pour y attacher leur croyance à une sorte de révolution dans le monde invisible de l'émanation divine. »

Helena Blavatsky, dans son Glossaire théosophique :

« la philosophie ésotérique orientale nous enseigne que les sept rois d'Édom ne sont pas le type de mondes disparus ou de forces déséquilibrées, mais le symbole des sept races-racines humaines, dont quatre ont passé, la cinquième passe, et il y en a encore deux à venir. »

René Guénon évoque le sujet à plusieurs reprises dans son œuvre : selon lui, le mot edom dérive de la racine adam (« rouge ») et signifie « roux ». Dans la Bible Édom est un surnom d'Ésaü, d’où le nom d’Édomites donné à ses descendants et celui d’Idumée au pays qu’ils habitaient (et qui en hébreu est aussi Édom, mais au féminin). Si l'on comprend Adam comme l'origine de la « race rouge » et de sa tradition particulière, Édom désigne les races ayant précédé celle-ci dans le cycle humain actuel ; mais si on comprend Adam dans son sens le plus étendu - le prototype de la présente humanité - Édom désigne alors les humanités antérieures et disparues (les « préadamites ») : soit précisément ce que le Zohar appelle les « sept rois d'Édom ». Or, selon l'hindouisme, l'ésotérisme musulman ou la Kabbale, le monde est divisé en « sept terres ». Si cette subdivision relève d'un symbolisme spatial (les quatre points cardinaux, le zénith, le nadir, et le « centre » lui-même), elle relève également d'un symbolisme temporel (les « sept ères » de l'humanité) ; mais envisage tout à la fois un point de vue impliquant la « succession temporelle » ou la « simultanéité » (chacune de ces différentes modalités étant en rapport avec une des trois « directions de l'espace »). Selon le symbolisme spatial, ces « sept terres » correspondent aux sept dwîpas de l'hindouisme (ayant le Mêru pour centre commun) ; aux sept subdivisions de la terre de Canaan de la tradition hébraïque (sur lesquels règnent donc « sept rois ») ; aux « sept climats » de l'ésotérisme musulman (chacun régi par un Qutb). Selon le symbolisme temporel - qui n'implique pas forcément le même ordre de grandeur selon la tradition religieuse considérée - elles correspondent, dans l'hindouisme aux sept Manvantaras (« l'ère d'un Manu ») antérieurs ; dans la tradition hébraïque aux « sept jours » de la Genèse ; etc. Aussi, dans l'optique du point de vue « simultané », ces « sept terres » correspondent à différentes « catégories de l'existence terrestre », coexistantes et s'interpénétrant, sachant qu'une seule d'entre elles peut être pénétrée par les sens communs (les six autres n'étant présentes qu'à « l'état latent »). Enfin, dans le cas où l'expression « sept rois d'Édom » désigne les humanités antérieures et disparues, le Zohar dit d'eux qu'ils sont tombés dans le « monde des écorces » (ôlam qlippoth) : mais en tant que « résidus » des Manvataras écoulés, ils coexistent néanmoins à notre « catégorie de l'existence terrestre » et peuvent parfois s'y manifester.